# Villa Schröder (Potsdam)

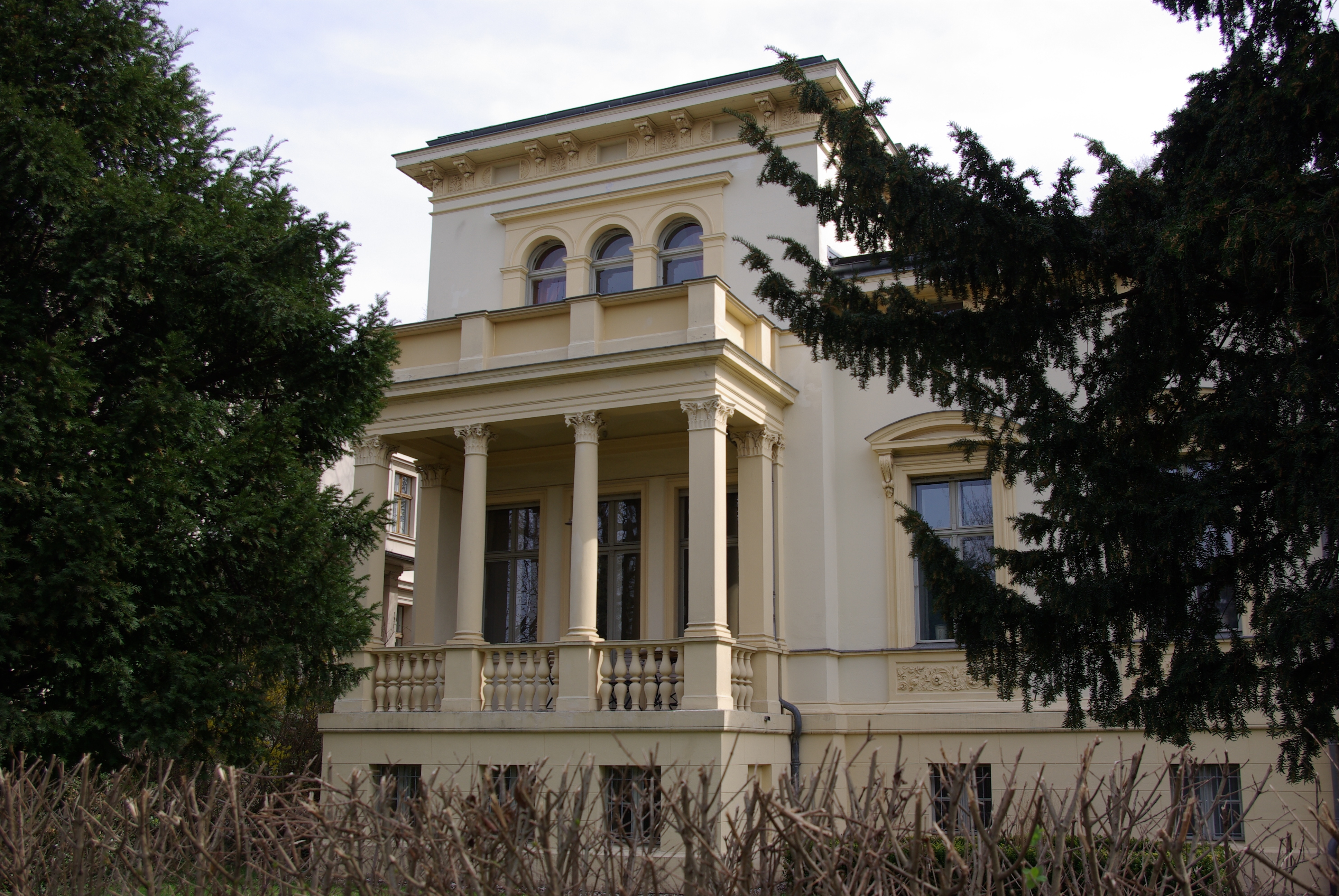
Villa Puschkinallee 2

Die Villa Puschkinallee 2 ist ein denkmalgeschütztes Gebäude im Potsdamer Stadtteil Nauener Vorstadt.

## Geschichte
Die Villa in der damaligen Capellenbergstraße 10 (später 2) entstand wahrscheinlich Anfang der 1870er Jahre zeitgleich mit der vom Möbelfabrikanten Hasselkampf in Auftrag gegebenen Villa auf dem Nachbargrundstück Capellenbergstraße 11, später Puschkinallee 1. Da kein Baugenehmigungsgesuch und keine Entwürfe vorliegen, können Bauherr und Architekt nicht sicher benannt werden. Möglicherweise gab Hasselkampf auch bei dieser Villa den Auftrag, den Maurermeister Albert Lüdicke († vermutlich 1901, spätestens 1903) ausführte. Hofmaurermeister Friedrich August Hasenheyer (1823–1891) kommt ebenfalls in Frage, da er 1875 ein Baugenehmigungsgesuch für ein Stallgebäude stellte. Hasselkampf bewohnte das Haus nicht selbst. Im Potsdamer Adressbuch für 1877 ist dessen Witwe Amalie Hasselkampf, geborene Fischer als Eigentümerin verzeichnet, die das Anwesen verkaufte. 
In den Adressbüchern 1878 bis 1882 ist unter „Capellenbergstraße 2“ der Rittergutbesitzer von Alt-Stutterheim vermerkt und darauf folgend bis 1891 Elise von Alt-Stutterheim, geborene von Rosenberg-Grusczynska (1820–1891), Witwe des Rittergutbesitzers auf Abbarten und Georgenau Elimar von Alt-Stutterheim (1812–1880). Das Anwesen gehörte anschließend dem Rentier Hermann Petri und ab 1897 dem Berliner Fabrikbesitzer und Rentier Hans Schumann, der die Villa nur in den Sommermonaten bewohnte, wie auch ab 1907 „Schumans Erben“. Die drei Töchter lebten im Winter in Charlottenburg (Leibnizstraße 57). Aus dieser Erbengemeinschaft blieb die Rentnerin Elise Schumann die letztgenannte Eigentümerin.
Spätestens ab 1922 gehörte die Villa dem in Berlin-Friedenau wohnhaften Kaufmann Wilhelm (Willi) Niemann (Sponholzstraße 46) und 1936/37 Eva Niemann, die beide Wohnraum vermieteten. Im Adressbuch für 1938/1939 werden verschiedene Hausbewohner genannt. Der Eigentümer geht aus diesem Eintrag nicht hervor. In den 1960er Jahren nutzte das Instrumentenamt des Meteorologischen Dienstes der DDR die Räumlichkeiten. Nach der Wende kam die Villa wieder in Privatbesitz.

## Architektur
Der sechsachsige Putzbau ist ein- und zweigeschossig mit flachem Sattel- und Walmdach. Dem zweigeschossigen Gebäudetrakt ist straßenseitig eine Loggia vorgelagert. Drei hochrechteckige Fenster im Erdgeschoss und drei Rundbogenfenster mit Gesimsverdachung im Obergeschoss belichten die Innenräume. Über den drei hochrechteckigen Fenstern des eingeschossigen Traktes sind auf Konsolen ruhende, segmentbogenförmige Verdachungen angebracht. Reliefs mit Blumenornamenten schmücken die Fensterspiegel. Die floralen Ornamente wiederholen sich zwischen den Drempelfenstern und den Konsolen unterhalb der Dachtraufe. Der Eingangsbereich liegt auf der Südseite.